# Gornja Brvenica
Gornja Brvenica (cyr. Горња Брвеница) – wieś w Czarnogórze, w gminie Pljevlja. W 2011 roku liczyła 238 mieszkańców.